# 13006 Schwaar
13006 Schwaar eller 1983 AC1 är en asteroid i huvudbältet som upptäcktes den 12 januari 1983 av den amerikanske astronomen Brian A. Skiff vid Anderson Mesa Station. Den är uppkallad efter Pierre-Yves Schwaar.
Asteroiden har en diameter på ungefär 6 kilometer.